# Nancy Leonard
Nancy Leonard est une dirigeante sportive et enseignante américaine née le 28 mars 1932.
Elle dirige avec son mari Bob Leonard les Pacers de l'Indiana, franchise de National Basketball Association (NBA), de 1976 à 1980.

## Biographie

### Jeunesse et débuts professionnels
Nancy Leonard naît le 28 mars 1932. Elle grandit à South Bend, le siège du comté de Saint Joseph, dans l'État de l'Indiana. Sa mère est institutrice et son père travaille dans la construction. Il dirige une équipe de baseball semi-professionnelle et c’est auprès de lui qu’elle découvre la gestion d’une franchise sportive. Elle l’aide à tenir les statistiques et les registres. Elle a une sœur. 
Nancy Leonard étudie à l’université de l’Indiana où elle rencontre Bob Leonard, membre de l’équipe de basket-ball. Ils se marient le lendemain de la remise des diplômes. Le couple aura cinq enfants. Elle devient enseignante au lycée de Bloomington.
Entre 1956 et 1965, la vie de Nancy Leonard est régie par la carrière de joueur et d’entraineur de Bobby. Elle l’accompagne à Minneapolis, Los Angeles, Chicago puis Baltimore. Le couple s’installe finalement à Kokomo, dans l’Indiana où elle rejoint le département financier du lycée Taylor High.

### Manager des Pacers de l’Indiana

Logo des Pacers, de 1976 à 1990.

En 1968, Bobby Slick Leonard est engagé comme entraineur principal par les Pacers de l’Indiana qui viennent de terminer leur première saison en American Basketball Association (ABA). Nancy Leonard s’investit bénévolement dans la franchise et prend part peu à peu à son fonctionnement. Les Pacers remportent deux titres consécutifs en 1972 et 1973.
En 1976, l'ABA est absorbée par la National Basketball Association (NBA) et les Pacers sont l’une des quatre équipes qui rejoignent la ligue. La franchise doit se renforcer et se structurer afin de répondre aux nouveaux standards imposés par la ligue.
Nancy Leonard convainc les propriétaires qu’ils doivent créer un poste de General Manager, chargé de superviser à la fois vente des billets, le marketing, la coordination et les finances. Elle insiste pour que cette personne provienne du monde du basket-ball plutôt que du droit ou des affaires. C’est elle qui est recrutée,.
Le 24 juin 1976, les Pacers annoncent dans l’Indianapolis Star que Bobby Leonard est nommé entraineur - General Manager et Nancy Leonard assistante General Manager. Elle a en charge tout ce qui ne touche pas directement au sport et est payée 25 000 dollars par an. Elle est la première femme à obtenir un tel poste,. 

### Sauvetage des Pacers
En juin 1977, alors que les finances des Pacers sont au plus bas et que l'avenir de la franchise est compromis, Nancy Leonard décide avec Sandy Knapp, chargée des relations publiques, d'organiser une téléthon. Organisée le 4 juillet 1977, l'opération permet d'enregistrer 8 028 abonnements pour la saison suivante, soit 750 000 dollars et de sauver la franchise.
Nancy Leonard démissionne des Pacers en 1980 pour devenir agente immobilière.

## Reconnaissance
En 1979, Michael Burns, vice-président exécutif des Pacers, déclare que « La franchise est dirigée par Nancy Leonard. […] Bob Leonard est investi de tous les pouvoirs, mais pratiquement 80 % d'entre eux sont mis en œuvre par Nancy Leonard. La franchise est dirigée par une femme très forte, puissante et obstinée. »
Si elle n'en a jamais eu le contrat, Elle est reconnue comme étant la première femme General Manager d'une franchise NBA,.
Elle reçoit, le 28 mars 2022, le Sagamore of the Wabash, la plus haute distinction de l’État d'Indiana. 
Elle est aussi connue pour harceler les arbitres avec d’autres femmes. L'endroit où elle s'asseyait lors des matchs des Pacers était surnommé Murderers Row (la rangée des assassins) par les arbitres.